# Yaren
Yaren (prije nazivan i Makwa) je okrug u državi Nauru, smješten na jugu otoka, na 0°33′S, 166°55′E (-0.55, 166.91667). Površine je od 1,5 km² a broj stanovnika u 2003. godini iznosio je 1.100. U okrugu se nalazi Zgrada parlamenta, policijska uprava, zračna luka, jezero Moqua Well itd.
Yaren se često naziva i glavnim gradom Naurua iako on to nije, jer zemlja uopće nema gradova. Yaren je prihvaćen od UN-a kao "glavni okrug".